# Gran Premio del Canada 2005
Il Gran Premio del Canada 2005 è stata l'ottava prova della stagione 2005 del Campionato mondiale di Formula 1. Si è corso domenica 12 giugno 2005 al Circuit Gilles Villeneuve di Montréal. La gara è stata vinta da Kimi Räikkönen, su McLaren-Mercedes, che ha preceduto sul traguardo il tedesco Michael Schumacher e il brasiliano Rubens Barrichello, entrambi su Ferrari.

## Vigilia
Dopo che Vitantonio Liuzzi aveva corso i quattro Gran Premi precedenti, alla Red Bull fa il suo ritorno come pilota titolare Christian Klien, mantenendo questo ruolo per il resto della stagione.
Per quanto riguarda le sessioni di prove libere del venerdì, scendono in pista con una terza vettura anche Pedro de la Rosa con la McLaren, Scott Speed con la Red Bull e Ricardo Zonta con la Toyota.

## Prove

### Risultati
Nella prima sessione del venerdì si è avuta questa situazione:
| Pos | Nº | Pilota           | Costruttore      | Tempo    | Gap    | Giri |
| --- | -- | ---------------- | ---------------- | -------- | ------ | ---- |
| 1   | 35 | Pedro de la Rosa | McLaren-Mercedes | 1:16.415 |        | 26   |
| 2   | 38 | Ricardo Zonta    | Toyota           | 1:16.584 | +0.169 | 27   |
| 3   | 9  | Kimi Räikkönen   | McLaren-Mercedes | 1:16.677 | +0.262 | 10   |

Nella seconda sessione del venerdì si è avuta questa situazione:
| Pos | Nº | Pilota           | Costruttore      | Tempo    | Gap    | Giri |
| --- | -- | ---------------- | ---------------- | -------- | ------ | ---- |
| 1   | 35 | Pedro de la Rosa | McLaren-Mercedes | 1:14.662 |        | 30   |
| 2   | 38 | Ricardo Zonta    | Toyota           | 1:14.858 | +0.196 | 33   |
| 3   | 5  | Fernando Alonso  | Renault          | 1:15.376 | +0.714 | 33   |

Nella prima sessione del sabato si è avuta questa situazione:
| Pos | Nº | Pilota               | Costruttore      | Tempo    | Gap    | Giri |
| --- | -- | -------------------- | ---------------- | -------- | ------ | ---- |
| 1   | 5  | Fernando Alonso      | Renault          | 1:15.582 |        | 13   |
| 2   | 6  | Giancarlo Fisichella | Renault          | 1:15.758 | +0.176 | 8    |
| 3   | 9  | Kimi Räikkönen       | McLaren-Mercedes | 1:15.826 | +0.244 | 9    |

Nella seconda sessione del sabato si è avuta questa situazione:
| Pos | Nº | Pilota             | Costruttore      | Tempo    | Gap    | Giri |
| --- | -- | ------------------ | ---------------- | -------- | ------ | ---- |
| 1   | 9  | Kimi Räikkönen     | McLaren-Mercedes | 1:14.232 |        | 12   |
| 2   | 5  | Fernando Alonso    | Renault          | 1:14.670 | +0.438 | 15   |
| 3   | 10 | Juan Pablo Montoya | McLaren-Mercedes | 1:14.745 | +0.513 | 13   |

## Qualifiche

### Resoconto
Nonostante le positive prestazioni di McLaren e Renault, che hanno concluso in testa tutte le sessioni di prove libere, la sessione di qualifica ha avuto un esito diverso e ha visto la BAR di Jenson Button conquistare la pole position davanti alla Ferrari di Michael Schumacher: l'inglese e il tedesco sono separati da due decimi e mezzo; in seconda fila si posizionano le due Renault del leader del campionato Fernando Alonso e di Giancarlo Fisichella, mentre Kimi Räikkönen si piazza in quarta fila, dietro al compagno Juan Pablo Montoya e pure all'altra BAR di Takuma Satō. Rubens Barrichello non completa i suoi giri a causa di un problema al cambio, che lo costringe a partire in fondo al gruppo. Nelle retrovie emerge l'ottimo tempo fatto registrare da Albers, che porta la modesta Minardi al quindicesimo posto a soli cinque decimi dalla più competitiva Williams di Mark Webber e davanti, oltre alle 2 Jordan, anche alla Red Bull di Klien.

### Risultati
Nella sessione di qualifica si è avuta questa situazione:
| Pos | Nº | Pilota               | Costruttore      | Tempo       | Distacco | Griglia |
| --- | -- | -------------------- | ---------------- | ----------- | -------- | ------- |
| 1   | 3  | Jenson Button        | BAR-Honda        | 1:15.217    |          | 1       |
| 2   | 1  | Michael Schumacher   | Ferrari          | 1:15.475    | +0.258   | 2       |
| 3   | 5  | Fernando Alonso      | Renault          | 1:15.571    | +0.344   | 3       |
| 4   | 6  | Giancarlo Fisichella | Renault          | 1:15.577    | +0.360   | 4       |
| 5   | 10 | Juan Pablo Montoya   | McLaren-Mercedes | 1:15.669    | +0.452   | 5       |
| 6   | 4  | Takuma Satō          | BAR-Honda        | 1:15.729    | +0.512   | 6       |
| 7   | 9  | Kimi Räikkönen       | McLaren-Mercedes | 1:15.923    | +0.706   | 7       |
| 8   | 11 | Jacques Villeneuve   | Sauber-Petronas  | 1:16.116    | +0.899   | 8       |
| 9   | 16 | Jarno Trulli         | Toyota           | 1:16.201    | +0.984   | 9       |
| 10  | 17 | Ralf Schumacher      | Toyota           | 1:16.362    | +1.145   | 10      |
| 11  | 12 | Felipe Massa         | Sauber-Petronas  | 1:16.661    | +1.444   | 11      |
| 12  | 14 | David Coulthard      | RBR-Cosworth     | 1:16.890    | +1.673   | 12      |
| 13  | 8  | Nick Heidfeld        | Williams-BMW     | 1:17.081    | +1.864   | 13      |
| 14  | 7  | Mark Webber          | Williams-BMW     | 1:17.749    | +2.532   | 14      |
| 15  | 21 | Christijan Albers    | Minardi-Cosworth | 1:18.214    | +2.997   | 15      |
| 16  | 15 | Christian Klien      | RBR-Cosworth     | 1:18.249    | +3.032   | 16      |
| 17  | 19 | Narain Karthikeyan   | Jordan-Toyota    | 1:18.664    | +3.447   | 17      |
| 18  | 18 | Tiago Monteiro       | Jordan-Toyota    | 1:19.034    | +3.817   | 18      |
| 19  | 20 | Patrick Friesacher   | Minardi-Cosworth | 1:19.574    | +4.357   | 19      |
| 20  | 2  | Rubens Barrichello   | Ferrari          | senza tempo |          | 20      |

## Gara

### Resoconto

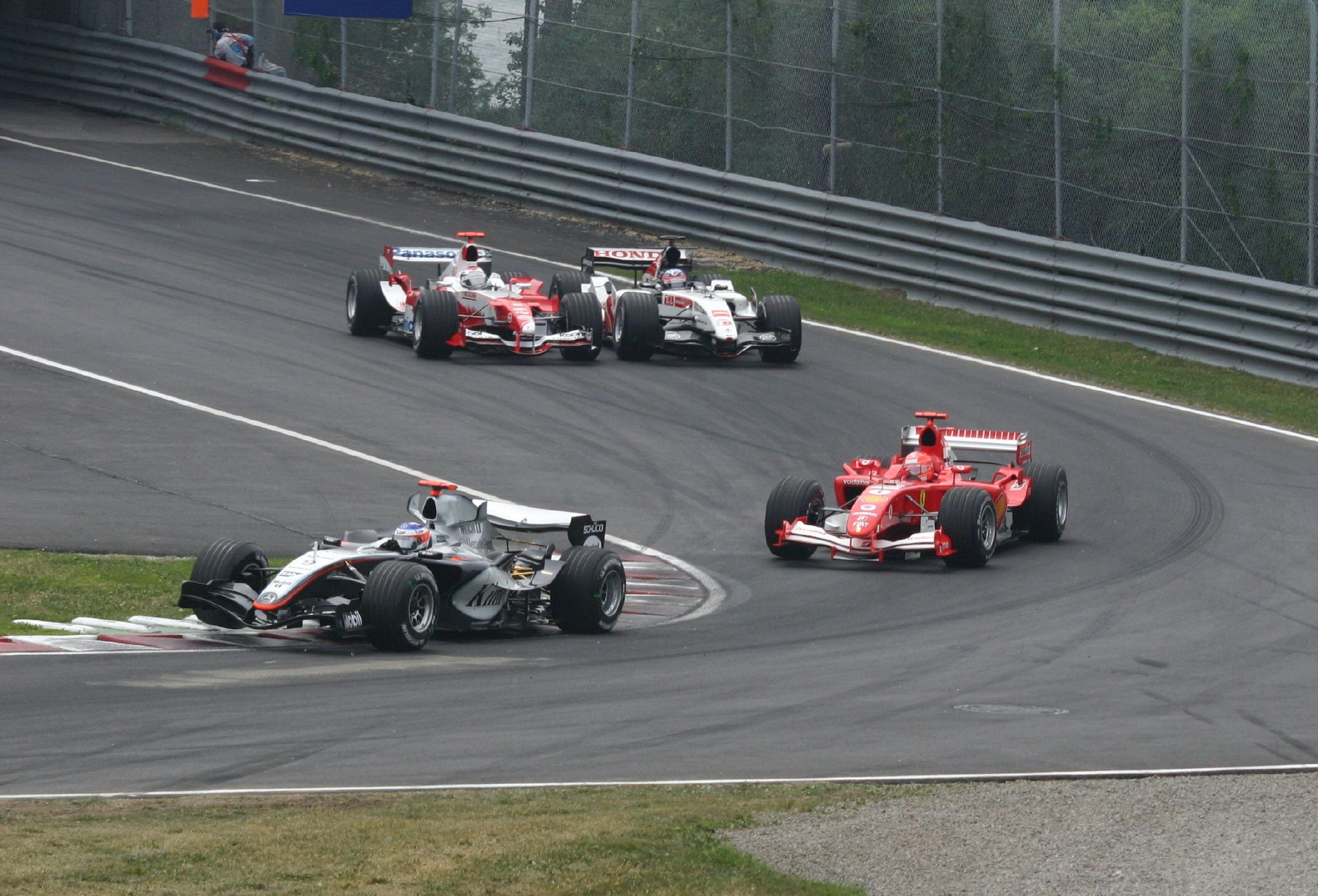
Azione del quarto giro di gara: il finlandese Räikkönen precede Schumacher, seguito da Trulli che attacca Satō alla penultima variante.

Al via le due Renault sono autrici di una grande partenza che le proietta nelle prime due posizioni, davanti a Jenson Button e Michael Schumacher, il quale viene superato anche dalle McLaren di Juan Pablo Montoya e di Kimi Räikkönen; il colombiano e il finlandese sopravanzano successivamente il britannico della BAR, approfittando della sua prima sosta. Prima del pit stop la coppia McLaren incrementa il ritmo riducendo il gap con le due Renault al comando. All’uscita dei box, Montoya sembra sopravanzare Alonso che sopraggiunge, ma finisce largo sull’erba rischiando di finire la propria corsa contro le barriere.
Il secondo stint di gara ripropone lo stesso schema del primo con Alonso che si avvicina a Fisichella, chiedendo al box di invertire le posizioni. Il problema si risolve nel corso del trentatreesimo giro quando, Fisichella, in testa fino a quel momento, è costretto al ritiro per un problema idraulico. Alonso eredita la prima posizione, sempre insidiato da Montoya, ma sei tornate più tardi, deve abbandonare per i danni a una sospensione provocati da un contatto con un muretto in curva quattro. Si tratta del primo ritiro dal gran premio d'italia della stagione precedente  e si tratta del primo errore di guida in stagione per lo spagnolo.
Dopo l'uscita di scena delle due Renault, Montoya si ritrova al comando precedendo Räikkönen e Button, sul quale risale Michael Schumacher; al termine del quarantasettesimo giro il britannico commette però un errore all'ultima variante, toccando il celebre Muro dei campioni e danneggiando irrimediabilmente la sua vettura, che abbandona sull'erba lungo il rettilineo d'arrivo imponendo l'ingresso della safety car. La maggioranza dei piloti ne approfitta per effettuare una sosta con l’eccezione di Montoya, leader dalla corsa, condannato in quel mondo a lasciare la testa al compagno di squadra. Il colombiano si ferma così un giro dopo uscendo però dalla pit lane con il semaforo rosso: a causa di tale infrazione al colombiano verrà esposta la bandiera nera. Räikkönen gestisce il vantaggio e vince il Gran Premio davanti alle Ferrari di Michael Schumacher e Rubens Barrichello, giunto sul podio dopo essere partito dai box approfittando del ritiro di Jarno Trulli per problemi ai freni a soli otto giri dalla fine.
Concludono in zona punti Felipe Massa con la Sauber, Mark Webber con la Williams, Ralf Schumacher con la Toyota e le due Red Bull di David Coulthard e Christian Klien.   Il Gran Premio del Canada del 2005 venne visto da 53 milioni di telespettatori risultando essere così il secondo evento sportivo più visto dell'anno, dietro soltanto la finale della UEFA Champions League.

### Risultati
I risultati del gran premio sono i seguenti:
| Pos | Nº | Pilota               | Costruttore      | Gomme | Giri | Tempo/Ritiro  | Griglia | Punti |
| --- | -- | -------------------- | ---------------- | ----- | ---- | ------------- | ------- | ----- |
| 1   | 9  | Kimi Räikkönen       | McLaren-Mercedes | M     | 70   | 1:32:09.290   | 7       | 10    |
| 2   | 1  | Michael Schumacher   | Ferrari          | B     | 70   | +1.137        | 2       | 8     |
| 3   | 2  | Rubens Barrichello   | Ferrari          | B     | 70   | +40.483       | 20      | 6     |
| 4   | 12 | Felipe Massa         | Sauber-Petronas  | M     | 70   | +55.139       | 11      | 5     |
| 5   | 7  | Mark Webber          | Williams-BMW     | M     | 70   | +55.779       | 14      | 4     |
| 6   | 17 | Ralf Schumacher      | Toyota           | M     | 69   | +1 giro       | 10      | 3     |
| 7   | 14 | David Coulthard      | RBR-Cosworth     | M     | 69   | +1 giro       | 12      | 2     |
| 8   | 15 | Christian Klien      | RBR-Cosworth     | M     | 69   | +1 giro       | 16      | 1     |
| 9   | 11 | Jacques Villeneuve   | Sauber-Petronas  | M     | 69   | +1 giro       | 8       |       |
| 10  | 18 | Tiago Monteiro       | Jordan-Toyota    | B     | 67   | +3 giri       | 18      |       |
| 11  | 21 | Christijan Albers    | Minardi-Cosworth | B     | 67   | +3 giri       | 15      |       |
| Rit | 16 | Jarno Trulli         | Toyota           | M     | 62   | Freni         | 9       |       |
| SQ  | 10 | Juan Pablo Montoya   | McLaren-Mercedes | M     | 52   | Bandiera nera | 5       |       |
| Rit | 3  | Jenson Button        | BAR-Honda        | M     | 46   | Incidente     | 1       |       |
| Rit | 8  | Nick Heidfeld        | Williams-BMW     | M     | 43   | Motore        | 13      |       |
| Rit | 4  | Takuma Satō          | BAR-Honda        | M     | 40   | Freni         | 6       |       |
| Rit | 20 | Patrick Friesacher   | Minardi-Cosworth | B     | 39   | Idraulica     | 19      |       |
| Rit | 5  | Fernando Alonso      | Renault          | M     | 38   | Sospensione   | 3       |       |
| Rit | 6  | Giancarlo Fisichella | Renault          | M     | 32   | Idraulica     | 4       |       |
| Rit | 19 | Narain Karthikeyan   | Jordan-Toyota    | B     | 24   | Sospensione   | 17      |       |

Note
- Juan Pablo Montoya viene squalificato per essere uscito dalla pit-lane con il semaforo rosso.[9]

## Classifiche Mondiali

### Piloti
| Pos | Pilota               | Punti |
| --- | -------------------- | ----- |
| 1   | Fernando Alonso      | 59    |
| 2   | Kimi Räikkönen       | 37    |
| 3   | Jarno Trulli         | 27    |
| 4   | Nick Heidfeld        | 25    |
| 5   | Michael Schumacher   | 24    |
| 6   | Mark Webber          | 22    |
| 7   | Rubens Barrichello   | 21    |
| 8   | Ralf Schumacher      | 20    |
| 9   | Giancarlo Fisichella | 17    |
| 10  | David Coulthard      | 17    |
| 11  | Juan Pablo Montoya   | 16    |
| 12  | Felipe Massa         | 7     |
| 13  | Alexander Wurz       | 6     |
| 14  | Jacques Villeneuve   | 5     |
| 15  | Pedro de la Rosa     | 4     |
| 16  | Christian Klien      | 4     |
| 17  | Vitantonio Liuzzi    | 1     |

### Costruttori
| Pos | Team             | Punti |
| --- | ---------------- | ----- |
| 1   | Renault          | 76    |
| 2   | McLaren-Mercedes | 63    |
| 3   | Williams-BMW     | 47    |
| 4   | Toyota           | 47    |
| 5   | Ferrari          | 45    |
| 6   | RBR-Cosworth     | 22    |
| 7   | Sauber-Petronas  | 12    |